# Układ elektropneumatyczny
Układ elektropneumatyczny – układ elektrycznego sterowania hamulcami pneumatycznymi. Układ umożliwia znaczne zwiększenie szybkości działania hamulców.
Idea tego układu polega na umieszczeniu elektropneumatycznych zaworów regulujących dopływ sprężonego powietrza do mechanizmów hamulcowych możliwie blisko tych mechanizmów, dzięki czemu odcinek przekazywania sygnału na drodze pneumatycznej skraca się w znaczny sposób. Same zawory sterowane są elektrycznie sygnałem generowanym w elektronicznym układzie sterującym na podstawie sygnału z czujnika położenia pedału hamulca, który został umieszczony przy głównym zaworze sterującym. W tych układach zachowano główny zawór sterujący i wszystkie części z tradycyjnego układu pneumatycznego - co pozwala na hamowanie pojazdu tylko układem pneumatycznym w przypadku awarii układu elektrycznego. W tych układach zintegrowane są funkcje układów regulacji poślizgu kół (ABS).